# Индекс автомобильных номеров Словакии

## История
Номерные знаки старого образца (словац. ŠPZ, štátna poznávacia značka) XX-NNNN или XXY-NNNN имели хождение до 1 апреля 1997 года. Они перестали быть действительны с 1 января 2005 года. Транспортным средствам с номерами такого образца не разрешается ездить по дорогам общего пользования.

## Описание номерного знака
Номерной знак для автомобилей имеет размеры 52х11 см или 34х20 см, номерной знак для мототехники имеет размеры 24х15 см. Буквы и цифры, составляющие номерной знак, имеют рельефную форму, окрашены в чёрный цвет; фон номерного знака окрашен в белый цвет.
До вступления Словакии в Евросоюз на номерном знаке слева располагался герб Словакии и буквы «SK» под ним. С 1 мая 2004 года он заменён так называемым «европолем» — синей полосой и знаком Евросоюза (12 жёлтых звёзд в круге) и под ним буквы «SK». С этого момента стала иначе изображаться цифра «0» (ноль) — с разрывом в правом верхнем углу. Это было сделано, чтобы проще отличать цифру «0» и букву «O» (по образцу немецких номерных знаков).
В июне 2006 года начали выдавать новый тип номерных знаков. Он сочетает в себе европоле и герб Словакии, которым был заменён дефис. В настоящее время действительны все три типа номерных знаков, замена старых образцов не является обязательной.

## Последовательность нумерации
Номерные знаки обычного образца имеют следующую закономерность:
- Первая пара букв обозначает район. Она является фиксированной для каждого района, замена происходит после исчерпания доступных комбинаций для текущей пары букв в установленном законом порядке. Как правило, состоит из букв названия города.
- Следующие три цифры постепенно растут от 001 до 999. Комбинация «000» не используется.
- Последняя пара букв изменяется так, что последняя буква по исчерпанию комбинаций из трёх цифр меняется в алфавитном порядке на следующую букву в интервале A-Z. После исчерпания интервала последней буквы, предпоследняя буква увеличивается на одну в алфавитном порядке в интервале A-Z.

Пример последовательности:
| KA-999AA | KA-001AB | KA-002AB |
| PP-999EZ | PP-001FA | PP-002FA |
| BA-998ZZ | BA-999ZZ | BL-001AA |

На данный момент единственным городом/районом, исчерпавшим изначальную комбинацию кода района, является Братислава. В июне 2010 года был осуществлён переход от кода BA на код BL.
| Код        | Район                 | Край             |
| ---------- | --------------------- | ---------------- |
| BA, BL, BT | Братислава            | Братиславский    |
| BB, BC     | Банска-Бистрица       | Банскобистрицкий |
| BJ         | Бардейов              | Прешовский       |
| BN         | Брезова-под-Брадлом   | Тренчинский      |
| BR         | Брезно                | Банскобистрицкий |
| BS         | Банска-Штьявница      | Банскобистрицкий |
| BY         | Битча                 | Жилинский        |
| CA         | Чадца                 | Жилинский        |
| DK         | Долны Кубин           | Жилинский        |
| DS         | Дунайска Стреда       | Трнавский        |
| DT         | Детва                 | Банскобистрицкий |
| GA         | Галанта               | Трнавский        |
| GL         | Гелница               | Кошицкий         |
| HC         | Глоговец              | Трнавский        |
| HE         | Гуменне               | Прешовский       |
| IL         | Илава                 | Тренчинский      |
| KA         | Крупина               | Банскобистрицкий |
| KE, KI     | Кошице                | Кошицкий         |
| KK         | Кежмарок              | Прешовский       |
| KM         | Кисуцке-Нове-Место    | Жилинский        |
| KN         | Комарно               | Нитранский       |
| KS         | Кошице-Околье         | Кошицкий         |
| LC         | Лученец               | Банскобистрицкий |
| LE         | Левоча                | Прешовский       |
| LM         | Липтовски Микулаш     | Жилинский        |
| LV         | Левице                | Нитранский       |
| MA         | Малацки               | Братиславский    |
| MI         | Михаловце             | Кошицкий         |
| ML         | Медзилаборце          | Прешовский       |
| MT         | Мартин                | Жилинский        |
| MY         | Миява                 | Тренчинский      |
| NR, NI     | Нитра                 | Нитранский       |
| NM         | Новое Место-над-Вагом | Тренчинский      |
| NO         | Наместово             | Жилинский        |
| NZ         | Нове-Замки            | Нитранский       |
| PB         | Поважска-Бистрица     | Тренчинский      |
| PE         | Партизанске           | Тренчинский      |
| PD         | Прьевидза             | Тренчинский      |
| PK         | Пезинок               | Братиславский    |
| PN         | Пьештяни              | Трнавский        |
| PO, PV     | Прешов                | Прешовский       |
| PP         | Попрад                | Прешовский       |
| PT         | Полтар                | Банскобистрицкий |
| PU         | Пухов                 | Тренчинский      |
| RA         | Ревуца                | Банскобистрицкий |
| RK         | Ружомберок            | Жилинский        |
| RS         | Римавска Собота       | Банскобистрицкий |
| RV         | Рожнява               | Кошицкий         |
| SA         | Шаля                  | Нитранский       |
| SB         | Сабинов               | Прешовский       |
| SC         | Сенец                 | Братиславский    |
| SE         | Сеница                | Трнавский        |
| SI         | Скалица               | Трнавский        |
| SK         | Свидник               | Прешовский       |
| SL         | Стара-Любовня         | Прешовский       |
| SN         | Спишска-Нова-Вес      | Прешовский       |
| SO         | Собранце              | Кошицкий         |
| SP         | Стропков              | Прешовский       |
| SV         | Снина                 | Прешовский       |
| TN, TC     | Тренчин               | Тренчинский      |
| TO         | Топольчани            | Нитранский       |
| TR         | Турчьянске-Теплице    | Жилинский        |
| TS         | Тврдошин              | Жилинский        |
| TT, TA     | Трнава                | Трнавский        |
| TV         | Требишов              | Кошицкий         |
| VK         | Вельки-Кртиш          | Банскобистрицкий |
| VT         | Вранов                | Прешовский       |
| ZA, ZI     | Жилина                | Жилинский        |
| ZC         | Жарновица             | Банскобистрицкий |
| ZH         | Жьяр-над-Гроном       | Банскобистрицкий |
| ZM         | Злате-Моравце         | Нитранский       |
| ZV         | Зволен                | Банскобистрицкий |

## Производство номерных знаков
Производство номерных знаков в Словакии с 1996 года осуществляет фирма Turčan Delta из города Коштяны-над-Турцом. На 2014 год МВД заказало около 770 тысяч номерных знаков на сумму более 6,9 миллионов евро.